# Els Aquilinos
Els Aquilinos va ser un grup titellaire català en actiu durant de dècada de 1980 i de 1990. Es tracta d'un dels grups titellaires que, en el context de la història recent del teatre català, ha aconseguit més projecció internacional. És reconegut per l'excel·lència del seu treball, de gran sensibilitat i amb tendència al miniaturisme, algunes de les seves propostes van tenir, més enllà de Catalunya, una gran difusió a molts altres llocs repartits per tot el món. D'altra banda, com a grup, a més de la gravació dels seus espectacles per a diversos programes de televisió, també va desenvolupar un interès pel llenguatge audiovisual, amb produccions que incorporaven criteris innovadors en l'àmbit dels programes adreçats al públic infantil. Del 1984 al 1987 va treballar a Planeta imaginari de TVE; també va participar en els programes Alfabet (TVE, 1988) i Basura (Canal+, 1994-1998).

## Història
El seu nucli fundacional estava integrat per Esther Prim, Miquel Álvarez i Irene Montcada; però també van formar part de la companyia Linus Puchal, Miquel Gelabert, Mercè Framis i, de forma circumstancial, David Laín. Va produir sis espectacles adreçats majoritàriament al públic infantil i familiar. El primer, Aquilino Maggi Circus (1981), combinava actors i petits titelles de vareta en un joc ple d'humor i amb gran implicació dels espectadors. L'escenografia recreava en miniatura la carpa i la pista d'un circ, amb tots els seus elements. El segon espectacle, estrenat el 1986 al 7è Festival Internacional de Teatre de Titelles de Barcelona, es va dir Sopa de lletres i estava basat en contes de Gianni Rodari. Seguint amb la mateixa línia de treball, combinava l'actuació d'actors i titelles, que eren manipulats amb tiges i fils a la vista del públic, en una àmplia escenografia i amb un llenguatge a diversos plans, proper al cinematogràfic. Aquest muntatge també incorporava música original de Xavier Maristany. Després van venir dos espectacles més: Diari d'una confusió, un complex espectacle de titelles per a adults que el 1993 va rebre el Premi Josep M. Carbonell, i El príncep feliç, versió teatral del conte d'Oscar Wilde, amb titelles manipulats a vista per dues actrius, que fou mereixedor del Premi Festival d'Albaida el 1997. Els darrers treballs de la formació foren Cleques, inspirat en la novel·la Vols una cleca ben donada? de Maite Carranza i representat amb actors, i Teatre de mitjanit, a partir del llibre del mateix nom de Květa Pacovská, un combinat de titelles i ninots gegants en una escenografia que seguia l'estètica de l'autora txeca.